# Renault 12
Renault 12 – samochód osobowy klasy niższej średniej produkowany pod francuską marką Renault w latach 1969-2000. Dostępny jako sedan (Berline) oraz kombi (Break), produkowany był na licencji w wielu krajach, aż do początku XXI wieku. W plebiscycie na Europejski Samochód Roku 1970 zajął 3. pozycję (za Fiatem 128 i Autobianchi A112).

## Historia i opis modelu
Początkowo model 12 chwalony był przez europejską prasę za przestronne i wygodne wnętrze, stylistykę, dobre osiągi oraz niskie zużycie paliwa. W testach przeprowadzonych przez amerykańską prasę samochód wypadł gorzej; rocznik '74 został skrytykowany w magazynie Road & Track za "natrętny" dźwięk silnika, skrytykowano także ciężkie sterowanie oraz brak wspomagania kierownicy, co nazwano "poważnym błędem w projekcie". Redaktorzy przyznali także "bardzo niskie oceny" za system wentylacji kabiny.
Produkcja oraz sprzedaż Renault 12 w zachodniej Europie zakończyła się w roku 1980, samochód produkowany był jednak nadal w innych częściach świata. Ostatni Renault 12 opuścił turecką fabrykę w roku 1999. Rumuńska Dacia kontynuowała produkcję modelu 1310 sedan oraz kombi do 21 lipca 2004 roku, a oparty na niej pick-up (Dacia Pick-Up) przestał być produkowany dopiero 8 grudnia 2006 roku.
Łącznie sprzedano około 2 500 000 egzemplarzy.

## Galeria

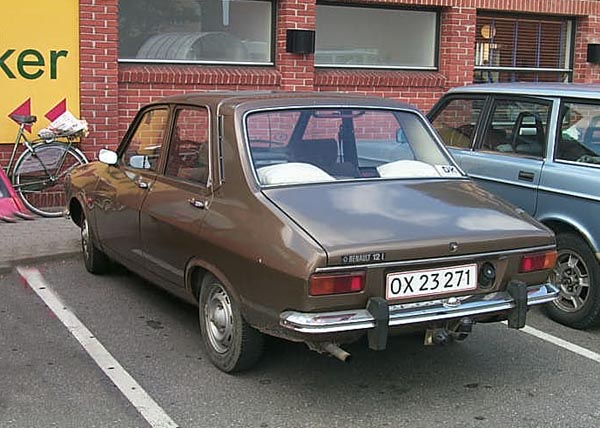
Renault 12 sedan
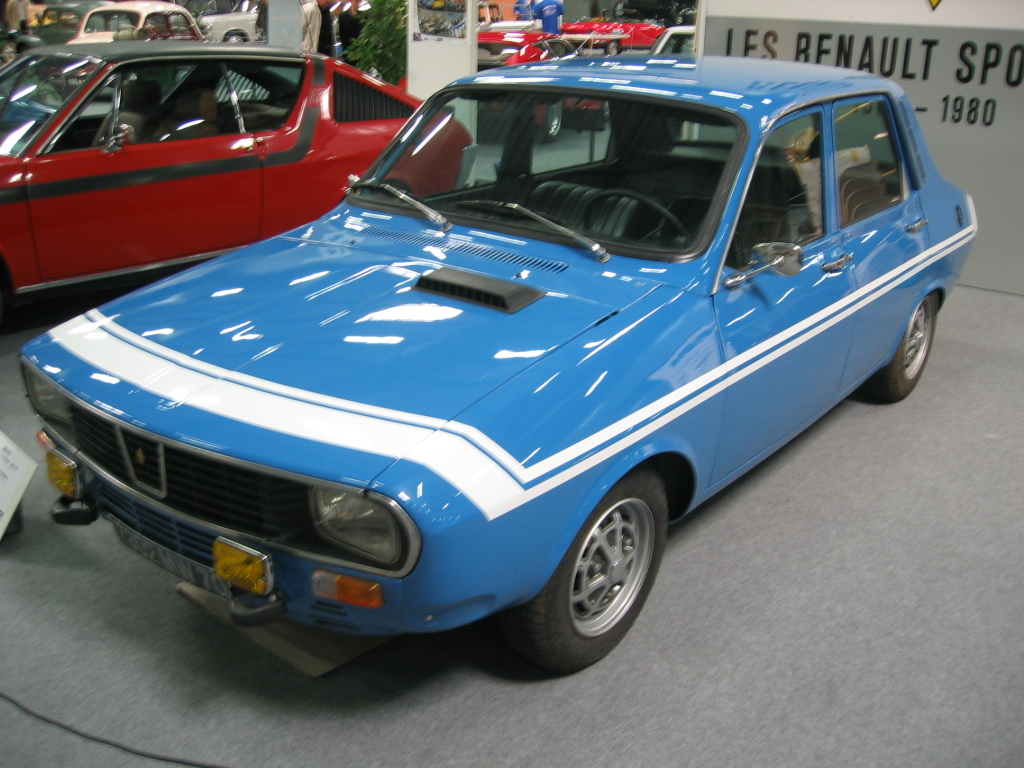
Renault 12 Gordini
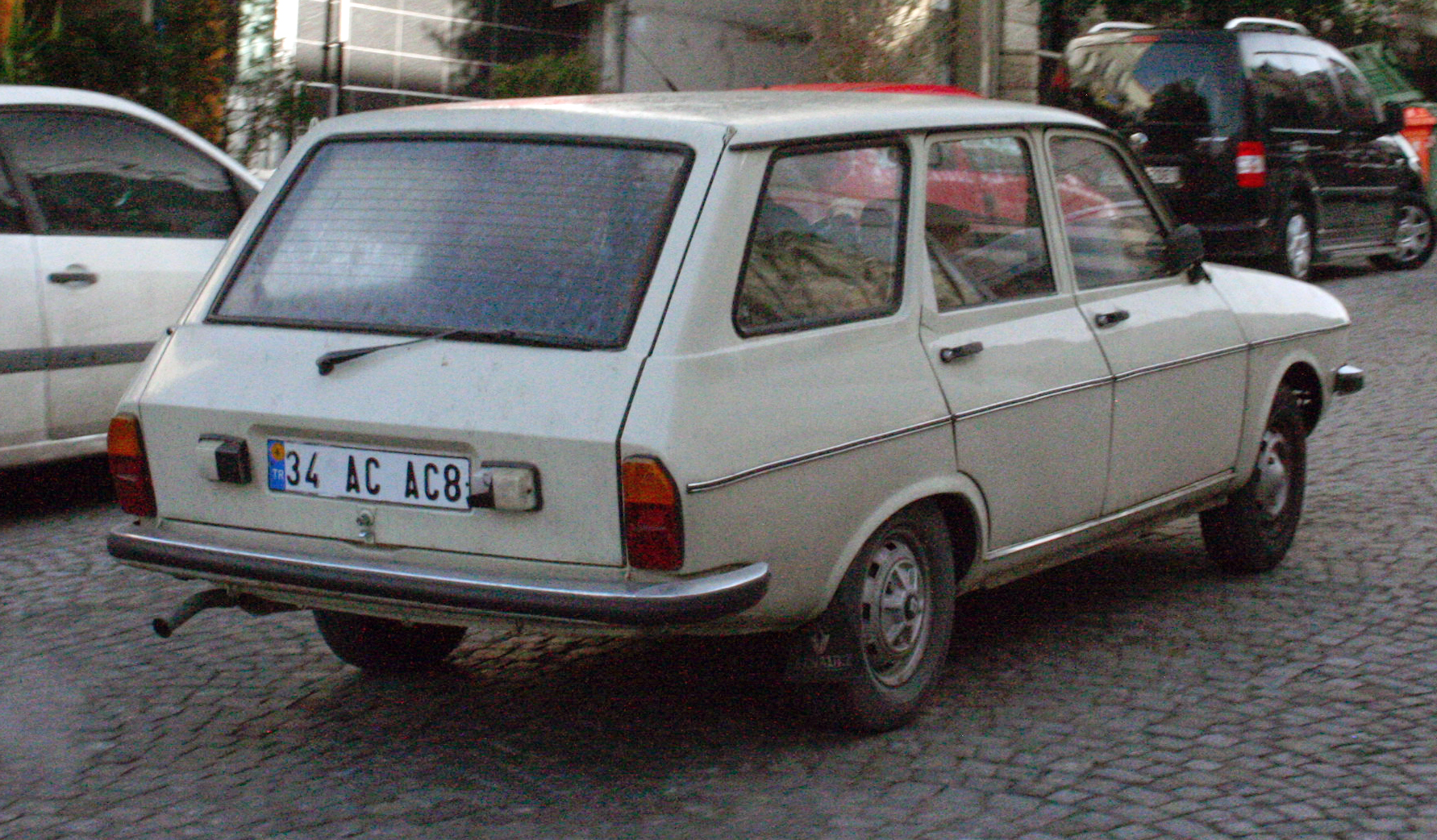
Renault 12 Break (kombi)
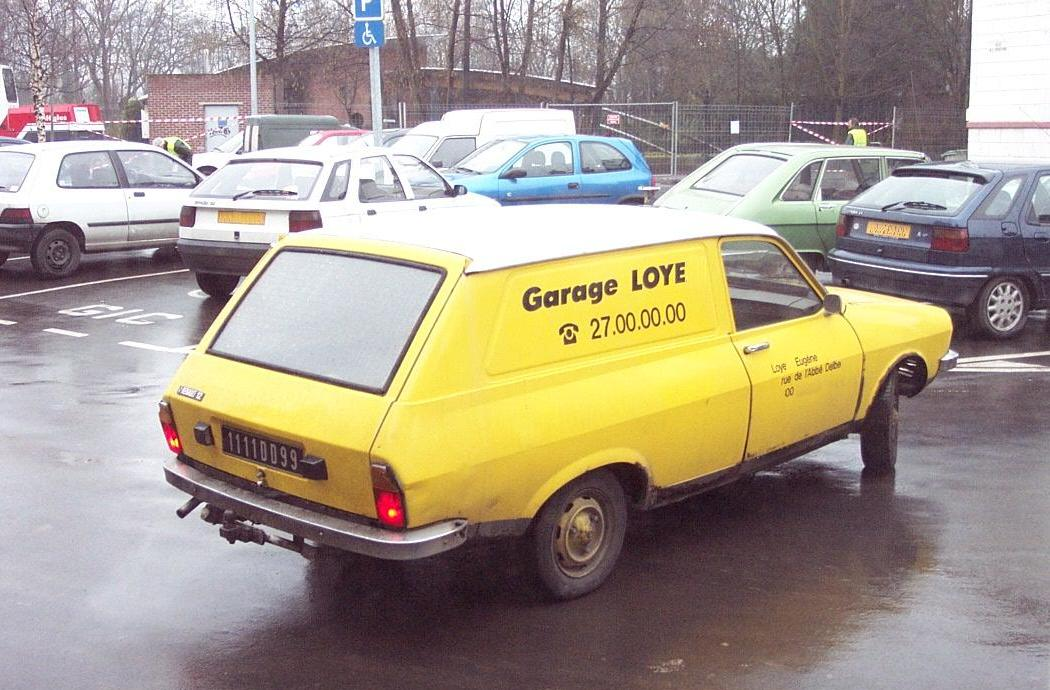
Renault 12 van
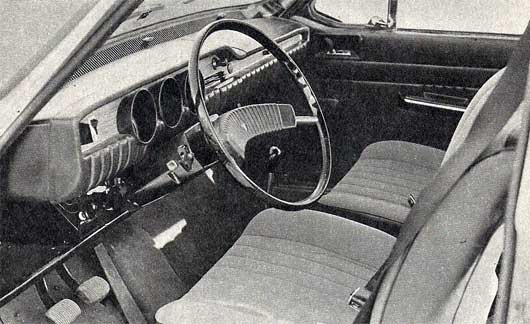
Deska rozdzielcza

## Dane techniczne
| Wersja             | Silnik:                  | Układ zasilania:   | Średnica × skok tłoka: | St. sprężania:     | Moc maksymalna:                   | Maks. moment obrotowy      | 0-100 km/h:        | V-max:             |
| Silniki benzynowe: | Silniki benzynowe:       | Silniki benzynowe: | Silniki benzynowe:     | Silniki benzynowe: | Silniki benzynowe:                | Silniki benzynowe:         | Silniki benzynowe: | Silniki benzynowe: |
| ------------------ | ------------------------ | ------------------ | ---------------------- | ------------------ | --------------------------------- | -------------------------- | ------------------ | ------------------ |
| 1.3                | R4 1,3 l (1289 cm³), OHV | gaźnik             | 73,00 mm × 77,00 mm    | 8,5:1              | 55 KM (40 kW) przy 5250 obr./min  | 94 N•m przy 3000 obr./min  | 16,5 s             | 143 km/h           |
| 1.3 L              | R4 1,3 l (1289 cm³), OHV | gaźnik             | 73,00 mm × 77,00 mm    | 8,5:1              | 51 KM (37 kW) przy 5000 obr./min  | 87 N•m przy 3000 obr./min  | b/d                | b/d                |
| 1.3 TS             | R4 1,3 l (1289 cm³), OHV | gaźnik             | 73,00 mm × 77,00 mm    | 9,5:1              | 61 KM (45 kW) przy 5500 obr./min  | 96 N•m przy 3500 obr./min  | 12,9 s             | 154 km/h           |
| Gordini            | R4 1,6 l (1565 cm³), OHV | dwa gaźniki        | 77,00 mm × 84,00 mm    | 10,25:1            | 113 KM (83 kW) przy 6250 obr./min | 140 N•m przy 4500 obr./min | b/d                | 185 km/h           |